# Calíope (coral)
Calíope é um grupo vocal do estado brasileiro do Rio de Janeiro em atividade desde 1993.
É considerado pela crítica especializada como um dos melhores conjuntos vocais brasileiros.
Em 2002, foi vencedor do Prêmio Carlos Gomes na categoria corais e conjuntos vocais.

## Trajetória
O Calíope surgiu a partir do interesse de cantores e intrumentistas pela música dos períodos pré-barroco e barroco.
Desde sua formação, o grupo formado por 16 cantores e orquestra de câmara é dirigido pelo maestro e professor doutor de regência coral da Universidade do Rio de Janeiro (Unirio), Julio Moretzsohn.
Em 2001, o conjunto apresentou o Oratório de Páscoa, de Johann Sebastian Bach, no Centro Cultural Banco do Brasil, Rio de Janeiro.
Em 2002, o grupo esteve em Santiago, Chile, para a realização de concerto a pedido da Embaixada do Brasil e Itamaraty.
Em 2005, apresentou-se em seis cidades francesas ao integrar a programação oficial do Ano do Brasil na França. Ainda em 2005, esteve em Berlim para um concerto na embaixada brasileira a partir de apoio do Ministério das Relações Exteriores.
Em 2008, o Calíope, "alma da música coral carioca", representou o Brasil no Festival de Música Barroca de Chiquitos – Bolívia, também por meio de convite da Embaixada do Brasil em La Paz.
Em abril de 2009, esteve em Lisboa onde realizou dois concertos a convite de Fundação Calouste Gulbenkian. Na mesma época, ainda esteve no Festival de Música Sacra de Badajoz, Espanha, por meio de convite da Sociedade Filarmônica local.

## Álbuns
Em 1999 o grupo vocal lançou o CD Música Brasileira e Portuguesa do século XVIII, o seu primeiro álbum que, de acordo com a Academia Brasileira de Letras, teve "excelente acolhida da crítica especializada".
Em dezembro de 2001 foi lançado o segundo álbum, Sábado Santo, patrocinado pela Petrobras, como parte da série Acervo da Música Brasileira, do Museu da Música de Mariana (v.3). 
Em 2002 foi gravado o CD Quinta-feira Santa, também para a série Acervo da Música Brasileira (v.6).
Em 2003 foi gravado o CD Música Fúnebre, o último da série Acervo da Música Brasileira (v.9).
Em 2005, o Calíope lançou seu quinto CD, dessa vez dedicado aos compositores Henrique Oswald e Alberto Nepomuceno.